# Берковський Віктор Семенович
Берко́вський Ві́ктор Семе́нович (нар. 13 липня 1932, Запоріжжя — пом. 22 липня 2005, Москва) — радянський та російський бард українського походження, композитор, виконавець авторської пісні; працівник освіти; кандидат технічних наук, професор.

## Життєпис
Віктор Берковський народився 13 липня 1932 року в Запоріжжі. Його батько — Семен (Самуїл) Берковський, який працював бухгалтером на металургійному заводі «Дніпроспецсталь». Мати — Етель Герц, яка була відомим у місті лікарем-кардіологом. Віктор виріс на 6-му селищі, закінчив середню школу № 50, працював на «Дніпроспецсталі», згодом став професором.
Під час німецько-радянської війни з родиною евакуйований до Сталінська. Мама, лікар-кардіолог, завідувала терапевтичним відділенням в госпіталі для важкопоранених. Батько був на фронті, повернувся додому після важкого поранення.
1950 року закінчив середню школу. 1955 року в Москві здобув освіту металурга, «обробка металів тиском». Працював у Запоріжжі на заводі «Дніпроспецсталь». 1962 року повернувся до Москви, вступив до аспірантури. Більш відомим Віктор Берковський як композитор та автор-виконавець пісень. Він почав писати пісні ще у Запоріжжі, у другій половині 1950-х років. Перші репитиції Берковського пройшли у батьківській квартирі — у будинку № 3 на проспекті Металургів. У 1967 році Віктор Берковецький став кандидатом технічних наук, доцентом.
Писав пісні на вірші багатьох авторів, співпрацював із багатьма музикантами. Творчістю займався майже все свідоме життя, написав понад 200 пісень.
Серед його творів —
- «Гренада» на вірші Михайла Свєтлова,
- «Під музику Вівальді» — створена у співавторстві з Сергієм Нікітіним на слова Олександра Величанського.

Загалом створив понад 200 пісень, сам їх і виконував.

## Увічнення пам'яті
У Запоріжжі на будинку № 3 по проспекту Металургів, де він проживав впродовж 1946—1961 років, встановлено на його честь меморіальну дошку. У 2020 році автор меморіальної дошки запорізький скульптор Борис Чак, який оновив дошку й зробив оригінальну підставку для квітів у вигляді половинки гітари.